# Söğüt Çayı
Pour les articles homonymes, voir Söğüt.
La rivière de Söğüt (Söğüt Çayı, « rivière du saule ») traverse la ville de Söğüt dans la province de Bilecik puis est coupée par le barrage de Kızıldamlar. Elle traverse le village de Kızıldamlar et conflue avec la rivière de Sorgun  (Sorgun Çayı, « rivière du l'osier ») qui est un affluent du fleuve Sakarya.